# Odpornostni moment
Odpornostni moment je pomemben pojem v mehaniki materialov, ki se uporablja za opisovanje sposobnosti prečnega preseka materiala, da se upira upogibanju. Določa se kot produkt vztrajnostnega momenta prečnega preseka in napetosti, ki deluje na ta presek zaradi upogiba. Odpornostni moment je ključnega pomena za zasnovo in analizo nosilnih struktur, kot so nosilci in drugi elementi, ki so podvrženi upogibu.

### Definicija
Vztrajnostni moment za splošno obliko preseka izračunamo z uporabo integrala, ki vključuje porazdelitev mase po preseku:
{\displaystyle I=\int _{A}y^{2}\,dA}
kjer je:
- I — vztrajnostni moment,
- A — površina preseka,
- y — razdalja točke znotraj preseka od osi, glede na katero izračunavamo vztrajnostni moment,
- dA — diferencialni element površine preseka.

Odpornostni moment W za prečni presek določenega objekta, kot je greda, se definira kot:
{\displaystyle W=I\cdot \sigma }
kjer je:
- W — odpornostni moment,
- I — vztrajnostni moment prečnega preseka (merilo porazdelitve mase glede na os upogiba),
- \sigma — napetost na prečnem preseku, ki je povzročena z upogibanjem.

Za preproste geometrijske oblike lahko vztrajnostni moment I izračunamo s pomočjo znanih formul. Na primer, za pravokotni presek, vztrajnostni moment glede na njegovo horizontalno os je:
{\displaystyle I={\frac {b\cdot h^{3}}{12}}}
kjer je b širina preseka, h pa višina preseka.

### Vloga v analizi upogibanja
Odpornostni moment ima ključno vlogo v analizi upogibanja, saj se uporablja za določanje največjega momenta upogiba, ki ga lahko določen material prenese, ne da bi presegel mejo njegove odpornosti.

### Uporaba
Odpornostni moment se uporablja v mnogih inženirskih disciplinah, kot so:
- Gradbeništvo: mostovi, stavbe, nosilci
- Strojništvo: osi, nosilni deli strojev
- Letalstvo: konstrukcija kril in trupov

### Primeri za osnovne geometrijske like

#### Pravokotni presek
{\displaystyle I={\frac {b\cdot h^{3}}{12}},\quad W={\frac {b\cdot h^{2}}{6}}}

#### Krožni presek
{\displaystyle I={\frac {\pi \cdot r^{4}}{4}},\quad W={\frac {\pi \cdot r^{3}}{4}}}

#### Cevasti presek
{\displaystyle I={\frac {\pi }{4}}\cdot (r_{1}^{4}-r_{2}^{4}),\quad W={\frac {\pi }{2}}\cdot (r_{1}^{3}-r_{2}^{3})}

#### Trikotni presek
{\displaystyle I={\frac {b\cdot h^{3}}{36}},\quad W={\frac {b\cdot h^{2}}{18}}}

#### Kvadratni presek
{\displaystyle I={\frac {a^{4}}{12}},\quad W={\frac {a^{3}}{6}}}

### Steinerjevo pravilo
{\displaystyle I_{novi}=I_{sredisce}+A\cdot d^{2}}
- {\displaystyle I_{novi}} — vztrajnostni moment glede na novo os
- {\displaystyle I_{sredisce}} — vztrajnostni moment glede na os skozi težišče
- {\displaystyle A} — ploščina preseka
- {\displaystyle d} — razdalja med osmi

### Zaključek
Odpornostni moment je ključen parameter v konstrukcijski mehaniki, ki omogoča varno in učinkovito zasnovo komponent, ki prenašajo upogibne napetosti.